# Te-aștept să vii (album)
Te-astept sa vii este albumul-format L.P.- al Mirabelei Dauer lansat în anul 1987 la casa de discuri Electrecord.

## Lista cântecelor
1. . [ 3:58 ] Te-aștept să vii (Ionel Tudorache/Andreea Andrei)
2. . [ 4:46 ] Doar iubirea (Anton Suteu/Dan Dumitriu)
3. . [ 3:19 ] Tu esti steaua mea (George Nicolescu/Dan Ioan Popescu)
4. . [ 3:26 ] Gândul visător (Dani Constantin/Nicolae Dumitru)
5. . [ 2:53 ] O zi fără iubire (Mihai Constantinescu/ Mihai Constantinescu)
6. . [ 3:55 ] Cintec pentru copilul meau (George Nicolescu/Dan Ioan Popescu)
7. . [ 3:19 ] Dacă nu erai tu (Jolt Kerestely/Aurel Storin)
8. . [ 3:18 ] Iubire, sperantă, fericire (Mihai Constantinescu/ Mihai Constantinescu)
9. . [ 3:11 ] În ochii tăi visam (Dinu Giurgiu/Dumitru Popescu Chiselet)

## Ediții
- 1987 Electrecord, format disc vinil L.P. de 45'